# 蒙塔安
蒙塔安（法語：Montaïn）是法国奥克西塔尼大区塔恩-加龙省的一个市镇，属于卡斯泰尔萨拉桑区。

## 地理
蒙塔安（43°56'29"N, 1°6'36"E）面积4.04 平方千米，位于法国奧克西塔尼大區塔恩-加龙省，该省份为法国西南部内陆省份，北起顺时针与洛特省、阿韦龙省、塔恩省、上加龙省、热尔省和洛特-加龙省接壤。
与蒙塔安接壤的市镇（或旧市镇、城区）包括：圣萨尔多斯、布雷、科尔德托洛萨讷、拉布尔加德、拉拉泽。

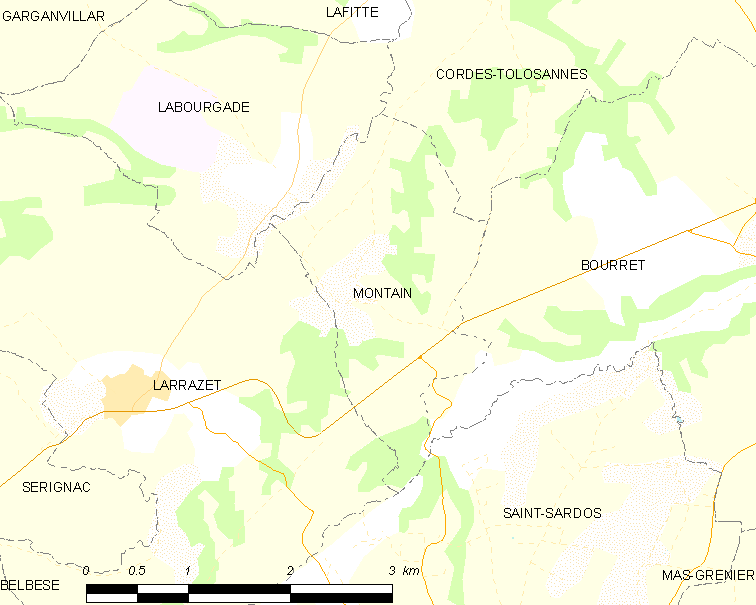
蒙塔安的OSM定位图

蒙塔安的时区为UTC+01:00、UTC+02:00（夏令时）。

## 行政
蒙塔安的邮政编码为82100，INSEE市镇编码为82118。

## 政治
蒙塔安所属的省级选区为博蒙德洛马涅县。

## 人口

1962-2008年间蒙塔安人口变化图示

蒙塔安于2022年1月1日时的人口数量为92人。